# (2799) Justus
(2799) Justus (3071 P-L) – planetoida z pasa głównego asteroid okrążająca Słońce w ciągu 3,69 lat w średniej odległości 2,39 j.a. Odkryta 25 września 1960 roku.